# Jyotirmath
Jyotirmath oder auch Joshimath ist eine Kleinstadt im Distrikt Chamoli im indischen Bundesstaat Uttarakhand.
Jyotirmath liegt im Himalaya auf einer Höhe von 1824 m oberhalb des Flusses Alaknanda.
Jyotirmath hatte beim Zensus 2011 16.709 Einwohner.
Joshimath ist das nördliche klösterliche Zentrum der vier kardinalen Institutionen von Adi Shankara.